# Sołtysie
Sołtysie – wyspa w Polsce, w woj. zachodniopomorskim, w pow. drawskim, położona na jeziorze Lubie. Jedna z pięciu wysp na tym jeziorze i zarazem największa. Położona w odległości około 500 m na południe od osady Błędno. Ma ona ok. 8,5 ha powierzchni i wznosi się maksymalnie ok. 102 m n.p.m. znajduje się też na niej mały staw. Wyspa połączona jest z lądem kładką dla pieszych i rowerzystów a ruch kołowy odbywa się poprzez przeprawę promową (prom linowy). Obecnie na wyspie znajduje się kemping.